# Francisco Caamaño
Francisco Alberto Caamaño Deñó, född 11 juni 1932, död 16 februari 1973, dominikansk soldat och politiker, han var en av ledarna i den rörelse som kämpade för att återinsätta den demokratiskt valde presidenten Juan Bosch, som hade avsatts i en CIA-stödd kupp 1963 och bildade en regering i opposition till den rådande militärjuntan. Vintern 1973 startade han med hjälp av en mindre grupp ett bonderevolution i avsikt att störta Joaquín Balaguer, efter några veckor var de besegrade och Caamaño kapitulerade, bara för att senare bli avrättad. I dag hyllas han som en hjälte i Dominikanska republiken, och han har fått en gata uppkallad efter sig, "Presidente Caamaño" 